# Morna Hooker
Morna Hooker, née le 19 mai 1931 à Beddington, est une bibliste et théologienne britannique, spécialiste du Nouveau Testament. Ses recherches portent notamment sur les épîtres de Paul et l'Évangile selon Marc, ainsi que sur la christologie.

## Biographie
De 1976 à 1998, Morna Hooker est Lady Margaret's Professor of Divinity (en) à l'université de Cambridge puis, devenue professeur émérite, elle est Fellow de Robinson College et du King's College de Londres.
Elle est docteur honoris causa des universités de Bristol et d'Édimbourg.
Morna Hooker est la première femme présidente de la Studiorum Novi Testamenti Societas (1988). Elle reçoit en 2004 la médaille Burkitt pour l'ensemble de ses travaux.
Veuve du théologien méthodiste David Stacey, elle est parfois désignée sous le nom de Morna Hooker-Stacey.

## Publications
- Jesus and the Servant : The Influence of the Servant Concept of Deutero-Isaiah in the New Testament, SPCK, Londres (1959)
- The Son of Man in Mark, SPCK, Londres (1973)
- What about the New Testament? (jt. ed. 1975)
- Interchange and atonement (1978)
- Studying the New Testament (1979)
- Pauline Pieces/A Preface to Paul (1980)
- Paul and Paulinism (jt. ed. 1982)
- Trial and tribulation in Mark XIII (1983)
- The Message of Mark, Epworth, Londres (1983)
- Continuity and Discontinuity : Early Christianity in Its Jewish Setting, Epworth, Londres (1986)
- From Adam to Christ : Essays on St Paul, Cambridge University Press (1990)
- The Gospel according to St Mark (1993)
- Not Ashamed of the Gospel : New Testament Interpretations of the Death of Christ (1994)
- The Signs of a Prophet : The prophetic actions of Jesus (1997)
- Beginnings : Keys that open the Gospels (1997)
- Endings : Invitations to discipleship (2003)
- Paul : A short introduction, Oxford (2003)
- Not in Word Alone (ed. 2003)
- Paul : A beginner's Guide  (2008)